# Indicator pumilio
Indicator pumilio е вид птица от семейство Indicatoridae. Видът е почти застрашен от изчезване.

## Разпространение
Видът е разпространен в Демократична република Конго, Руанда и Уганда.